# Флін-Флон
 Флін-Фло́н  (англ. Flin Flon) — місто в Канаді, розташоване відразу в двох провінціях Манітоба і Саскачеван. Містечко — перший гірничний центр на півночі Манітоби, у якому видобувають метали мідь і цинк та виплавляють і очищують їх.

## Історія
Поселення було засновано в 1927 році компанією Hudson Bay Mining and Smelting, після того, як були розвідані великі запаси міді та цинку. За часів Великої депресії ціни на сільськогосподарську продукцію впали на 40-60%, і багато фермерів Великих рівнин прибули на видобуток корисних копалин, покинувши свої господарства, тим самим збільшивши населення поселення. В 1970 році Флін-Флон отримав статус міста. В 1975 році населення міста досягало 9,6 тисяч мешканцев.
В даний час місто пов'язане дорогою і залізницею з іншими частинами країни. На південному сході від міста розташований невеликий аеропорт. Крім видобутку металів, в місті є підприємства кольорової металургії.

## Клімат
Клімат в місті різко континентальний, середньомісячні температури коливаються від −21°С в січні до +18°C в липні (середньорічна — близько 0°C). За рік випадає 471 мм опадів, взимку — у вигляді снігу (141 мм), влітку у вигляді дощу (339 мм).
| Клімат Флін-Флона           | Клімат Флін-Флона | Клімат Флін-Флона | Клімат Флін-Флона | Клімат Флін-Флона | Клімат Флін-Флона | Клімат Флін-Флона | Клімат Флін-Флона | Клімат Флін-Флона | Клімат Флін-Флона | Клімат Флін-Флона | Клімат Флін-Флона | Клімат Флін-Флона | Клімат Флін-Флона |
| Показник                    | Січ.              | Лют.              | Бер.              | Квіт.             | Трав.             | Черв.             | Лип.              | Серп.             | Вер.              | Жовт.             | Лист.             | Груд.             | Рік               |
| Абсолютний максимум, °C     | 9,5               | 11,7              | 15,5              | 29,4              | 33,5              | 36,7              | 40,0              | 35,6              | 32,0              | 25,0              | 15,5              | 8,3               | 40,0              |
| Середній максимум, °C       | −16,2             | −10,5             | −2,5              | 7,3               | 15,5              | 21,1              | 23,7              | 22,2              | 14,4              | 6,4               | −5                | −13,7             | 5,2               |
| Середня температура, °C     | −20,4             | −15,3             | −8,1              | 1,8               | 9,8               | 15,7              | 18,5              | 17,2              | 10,1              | 3,0               | −8                | −17,5             | 0,6               |
| Середній мінімум, °C        | −24,5             | −20,1             | −13,6             | −3,8              | 4,1               | 10,3              | 13,2              | 12,2              | 5,9               | −0,4              | −11               | −21,2             | −4,1              |
| Абсолютний мінімум, °C      | −46,1             | −43,3             | −40               | −29,4             | −15               | −2,8              | 0,0               | 0,0               | −10               | −21,7             | −34,4             | −43,3             | −46,1             |
| Норма опадів, мм            | 16.8              | 14.9              | 18.3              | 23.1              | 43.7              | 72.5              | 75.5              | 61.8              | 56.6              | 35.1              | 21.4              | 23.5              | 463.1             |
| --------------------------- | ----------------- | ----------------- | ----------------- | ----------------- | ----------------- | ----------------- | ----------------- | ----------------- | ----------------- | ----------------- | ----------------- | ----------------- | ----------------- |
| Джерело: Environment Canada |                   |                   |                   |                   |                   |                   |                   |                   |                   |                   |                   |                   |                   |

## Цікаві факти
- Назву місто отримало на честь Джозайя Флінтабаті Флонатіна — персонажа роману англійського письменника  Дж. Е. Престона Маддока «Місто без Сонця». В романі цей персонаж досліджує на підводному човні глибини бездонного озера і виявляє тунель, викладений золотом. Скороченим ім'ям персонажа дослідник Том Крейтон назвав мідну жилу з надзвичайно багатим вмістом металу, виявлену ним недалеко від озера. Надалі назва родовища перейшла і на поселення, що виникло навколо нього.

## Відомі особистості
В поселенні народились:
- Ел Гамільтон (* 1946) — канадський хокеїст.
- Кім Девіс (* 1957) — канадський хокеїст.

## Галерея

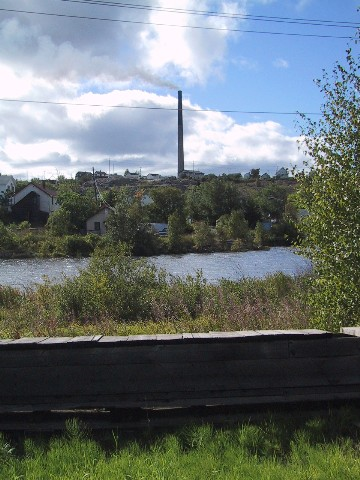
Вид на Флін-Флон
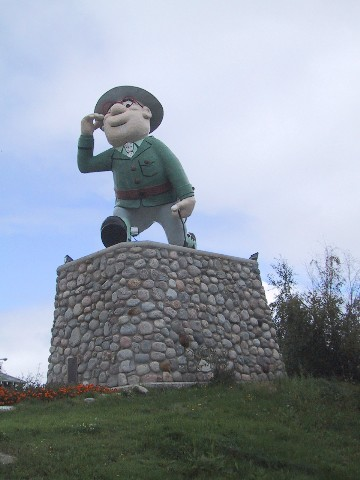
Пам'ятник Флінтабаті Флонатіну
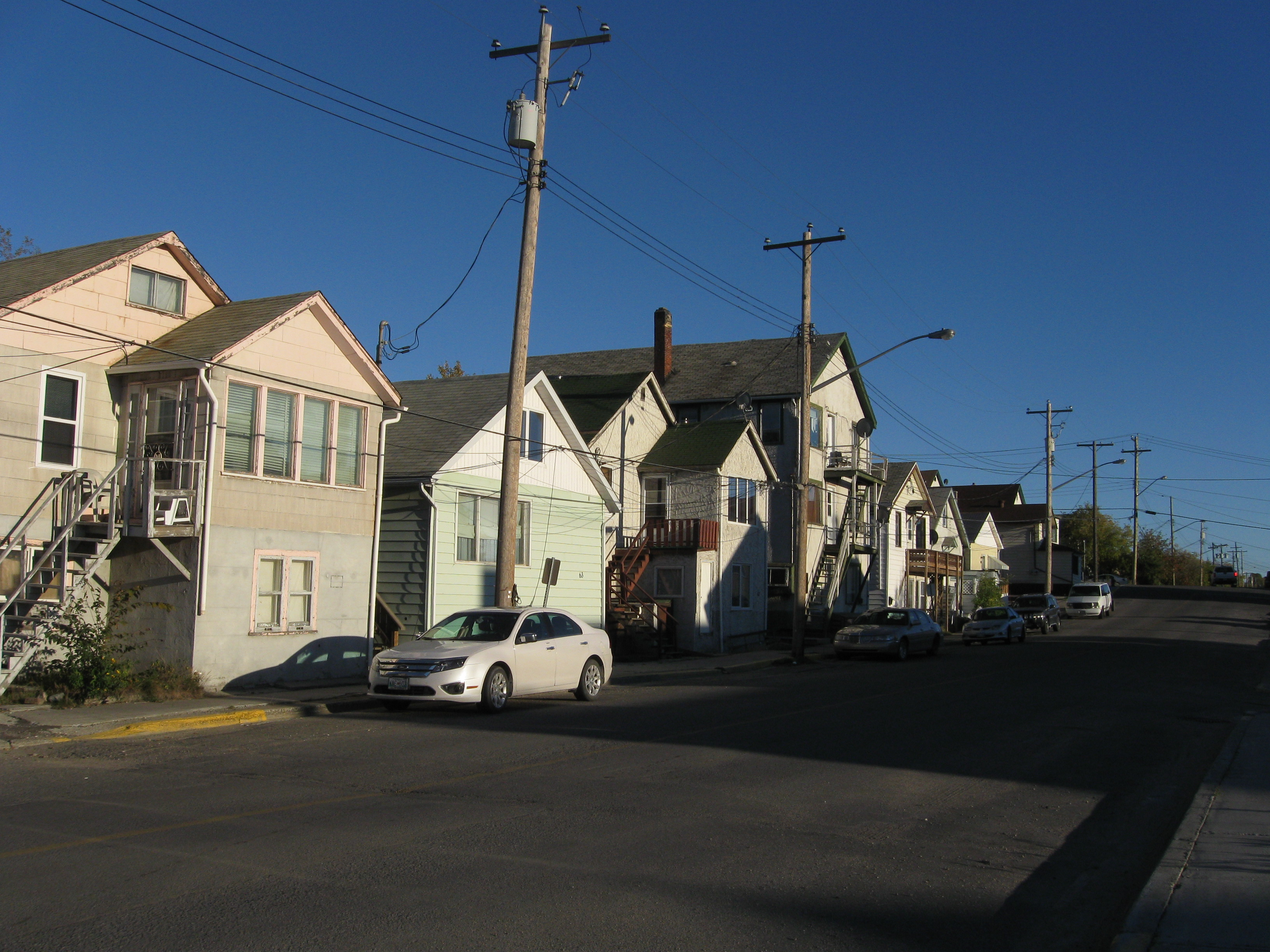
Типова вулиця Флін-Флона